# Raymond Lebossé
Raymond Lebossé (né le 8 mai 1923 à Erbray et mort le 21 décembre 2014 à Châteaubriant) est une personnalité bretonne.
Il est décoré de l'ordre de l'Hermine.

## Biographie
Raymond Lebossé poursuit des études secondaires au Loquidy à Nantes, puis, tout en travaillant, obtient une licence de droit. Son intérêt pour les langues l’amène à perfectionner son anglais et son espagnol, et à étudier successivement l’allemand, l’italien, le russe et le portugais, langues qu’il continue de perfectionner.
Directeur de la S.A. des Fours à Chaux d’Erbray, après l'absorption de celle-ci par la SA Meac, il devient chef du service juridique de cette société jusqu’à sa retraite en 1988.
Élu au conseil municipal d’Erbray en 1947, il y siégera sans discontinuer pendant 48 ans, étant successivement adjoint puis maire de 1983 à 1995. Conseiller général de la Loire-Atlantique de 1976 à 2001, il fut vice-président de la commission des affaires culturelles de cette assemblée qu'il représentera, étant chargé des questions culturelles bretonnes, à l’Institut culturel de Bretagne, à l’ATCR, au Conseil Culturel et à Amzer Nevez.